# Carbossiemoglobina
La carbossiemoglobina, indicata in forma abbreviata COHb, è un complesso stabile formato da monossido di carbonio (CO) ed emoglobina all'interno dei globuli rossi. Le principali fonti di esposizione esogena al monossido di carbonio sono i processi di combustione compreso il fumo di sigaretta. 
L'emoglobina presenta un'affinità per il CO 210 volte maggiore rispetto a quella per l'ossigeno, di conseguenza tende a legare più stabilmente il monossido di carbonio che risulta così in grado di spiazzare l'ossigeno stesso. La progressiva formazione di COHb dipende dalla durata di esposizione al CO, dalla concentrazione del gas inalato, e dalla ventilazione alveolare. In questo modo l'emoglobina non è più in grado di captare e trasportare l'ossigeno: il risultato è il manifestarsi dell'ipossia anemica. Inoltre, la carbossiemoglobina influenza il rilascio fisiologico dell'ossigeno da parte della restante frazione normale di emoglobina che manifesta minore tendenza a rilasciare O2.
In genere, una frazione percentuale del 10% di carbossiemoglobina provoca torpore, al 40-50% di COHb si manifesta svenimento e oltre il 60% si va incontro a coma. I soggetti non professionalmente esposti presentano un livello di fondo del 3,5% di COHb, mentre i fumatori presentano una frazione del 4-6%.
Nel caso di intossicazione acuta da monossido di carbonio occorre utilizzare ossigeno iperbarico. Uno dei segni clinici di elevata concentrazione di COHb è la colorazione rosso ciliegia assunta dalla cute.